# 多拉杜
多拉杜是巴西圣保罗州的一个市镇。总面积205.981平方公里，总人口8751人，人口密度42.5人/平方公里。
多拉杜气候
在多拉多斯地区，大陆热带气团（mTc ）负责长时间的热浪并控制从六月到九月的干旱期。关于极地气团，大西洋极地气团（mTa）非常有名，通常寒冷干燥，在冬季表现最为明显。极地气团和热带气团之间的碰撞及其强烈的对流过程则会引发冷锋，这些冷锋在一年中的降雨形成过程中至关重要，就像上述的气团一样。南大西洋辐合区（SACZ）也很重要，因为它带来了亚马逊和大西洋的湿气，导致对流雨的发生，尤其是在四月、五月和六月，也就是秋季。降雨量平均约为1500毫米，几乎全年各个月的平均气温都高于20摄氏度，这些都是这些系统与当地因素共同作用的结果。